# Бреев, Георгий Павлович
Гео́ргий (Ю́рий) Па́влович Бре́ев (8 января 1937, Москва — 29 апреля 2020, Москва) — священнослужитель Русской православной церкви, митрофорный протоиерей, публицист, кандидат богословия. Настоятель храма Рождества Пресвятой Богородицы в Крылатском (1998—2020), настоятель храма иконы Божией Матери «Живоносный Источник» в Царицыне (1990—2009).
Являлся духовником Западного викариатства и Московской городской епархии.

## Биография
Отец Георгий Бреев (в миру Юрий Бреев) родился в Москве 8 января 1937 года в неверующей семье. Его отец Павел (ум. 1971) был родом из Тульской губернии, окончил церковно-приходскую школу, однако после приезда в Москву в 1935 году вступил в ВКП(б). Его мать родилась в крестьянской семье в Рязанской губернии. После приезда в Москву она познакомилась с Павлом Бреевым, овдовевшим после смерти первой жены и имевшим двоих сыновей.
К вере Георгий пришёл сам и крестился в 18 лет. Примером для него стала семья верующих людей Голиковых, которую они хорошо знали. Юрий Бреев общался с детьми Голиковых Вячеславом и Натальей — своей будущей невестой. Брат Натальи Вячеслав Голиков впоследствии окончил семинарию и духовную академию, принял постриг. Ныне он — игумен Питирим, насельник Свято-Троицкой Сергиевой лавры.
Вскоре после крещения Юрий Бреев принял решение стать священником. После службы по призыву он решил поступать в семинарию.
В 1960 году он поступил в Московскую духовную семинарию и академию. Его духовным отцом с 1962 года был схиигумен Савва (Остапенко) из Псково-Печерского монастыря. Учась в Троице-Сергиевой лавре, подружился с другим духовным чадом отца Саввы — Рафаилом (Берестовым). Хотел принять монашество, но духовник — отец Савва благословил жениться. Тогда на предпоследнем курсе академии он сделал предложение своей невесте Наталье Голиковой, и они поженились.
Через схиигумена Савву отец Георгий со своей женой познакомился с протоиереем Владимиром Ивановым, служившим в Берлине и преподававшим в Мюнхенском университете. Другими близкими друзьями семьи Бреевых стали художник Михаил Шварцман и научный сотрудник Института востоковедения Всеволод Семенцов, ставший крёстным отцом его сына.
В 1968 году он окончил семинарию, а 17 декабря 1967 года он был рукоположён в сан иерея. Вскоре после рукоположения он был направлен в клир московского храма Рождества Иоанна Предтечи на Пресне, где был третьим священником в храме. Там он прослужил 22 года. Заканчивая курс диссертацией «Психология греха по творениям Макария Египетского», он был удостоен за неё звания кандидата богословия. Диссертация была издана в 2021 году, уже после его смерти, издательством «Никея».
В 1990 году отец Георгий получил благословение патриарха Алексия II на восстановление и организацию прихода храма иконы Божией Матери «Живоносный Источник» в Царицыне. Он был назначен настоятелем этого храма. Под его руководством храм был восстановлен, в нём начались регулярные богослужения, была создана воскресная школа, развернулась просветительская и издательская деятельность. В 1998 году реставрационные работы в храме завершились, а на базе воскресной школы по благословению отца Георгия была создана школа «Живоносный источник».
В 1998 году он был назначен также настоятелем храма Рождества Пресвятой Богородицы в Крылатском. Под руководством отца Георгия небольшой храм в Крылатском был расширен при сохранении его архитектуры. Было выстроено отдельное здание крестильного храма и воскресной школы. Было организовано духовное образование детей, молодёжи и взрослых, и на регулярной основе организована благотворительная работа. С 1998 года по благословению протоиерея Георгия Бреева проводятся для школьников праздники славянской письменности и культуры, за что отец Георгий получил особую благодарность патриарха Кирилла.
Митрофорный протоиерей Георгий Бреев был одним из старейших московских клириков и епархиальных духовников Москвы, дважды в год он исповедовал всё московское духовенство и принимал ставленнические исповеди перед хиротонией.
В апреле 2020 года, как и годом ранее, госпитализирован с двусторонней пневмонией, подключен к аппарату ИВЛ и введён в состояние искусственной комы. Тесты не подтвердили заражение коронавирусом. Скончался 29 апреля 2020 года. Похоронен у алтаря храма Рождества Пресвятой Богородицы в Крылатском, где прослужил 22 года.

### Семья
Был женат, имел двоих детей. Вдова — матушка Наталия. Сын Николай Бреев в 2008 году окончил МГУ, является генеральным директором издательства «Никея» и входит в состав издательского совета Русской православной церкви. Дочь Мария.

## Высказывания
Православная Церковь — Соборная Церковь. Из-за принципа соборности и возникла необходимость поставлять в основу решений такой орган, как приходское собрание. Приходские собрания, согласно Уставу и указу Святейшего Патриарха, должны проходить не менее двух раз в год.
Если приход представляет собой живой организм, состоящий из людей, любящих Церковь и готовых всеми силами улучшать жизнь общины, то приходское собрание действительно определяет все направления деятельности прихода. Оно также избирает церковный совет во главе со старостой. Приходское собрание имеет весомый, решающий голос при разрешении трудностей или разногласий. Правящий архиерей всегда внимательно относится к решениям приходских собраний, так как это показатель единства, активности и жизнедеятельности прихода.

Малый грех – это искра. Иоанн Златоуст говорит, что если ты согрешил мыслью, тут же обращайся мыслью к Богу и кайся, в том, что принял недолжные помыслы и тут же исправляй себя в мыслях. Если согрешил в слове, тут же противопоставь произнесенному худому – доброе и хорошее слово. Никакого понятия мелкости в этом вопросе быть не может. Из искры может возгореться пламя, капля яда может убить. Помысл, который я не удержу, может толкнуть меня на всякие злодеяния и непотребства. Мелкий грех очень опасен.

## Высказывания об отце Георгии Брееве
- «Богатый духовный и пастырский опыт о. Георгия, его рассудительность, твердость и милосердие снискали ему любовь и уважение собратьев-пастырей и многочисленной паствы, признание общественности. Он вносил и продолжает вносить свой весомый вклад в возрождение церковной жизни Первопрестольного града нашего, в восстановление порушенных в прошлом святынь, в сохранение древних московских традиций, в приумножение богатого духовного наследия». (Святейший Патриарх Московский и Всея Руси Алексий II)[8]
- «Я приношу благодарность Вам, отец Георгий, за то, что Вы во благовремении расширили этот храм, никак не повредив его архитектуре, а, наоборот, сделав его внешний и внутренний вид еще более органичным, красивым и удобным для богослужения». (Святейший Патриарх Московский и Всея Руси Кирилл, Приходской листок храма Рождества Пресвятой Богородицы в Крылатском № 1(40), 2018)
- «Светлый и добрый человек» (протодиакон Андрей Кураев)[9]
- Простой приходской священник… Прот. Георгий Бреев. К 40-летию его иерейской хиротонии.
- Патриаршее поздравление протоиерею Георгию Брееву с 70-летием и 40-летием служения в священном сане
- К юбилею протоиерея Георгия Бреева
- Пастырь

## Награды
Богослужебные
- Право служения с открытыми Царскими Вратами до Херувимской (1998 год).
- Право служения с открытыми Царскими Вратами до «Отче наш» (2006 год).
- Право ношения митры.
- Право ношения второго наперсного креста с украшениями (2019 год).

Церковные ордена
- Орден преподобного Сергия Радонежского II степени (2002 год).
- Орден св. блгв. князя Даниила Московского II степени (2007 год).
- Орден преподобного Серафима Саровского I степени («в связи с 50-летием служения в сане пресвитера и 80-летием со дня рождения»; 25 декабря 2017)[10]

Государственные ордена
- Медаль ордена «За заслуги перед Отечеством» II степени, за большой вклад в укрепление гражданского мира и возрождение духовно-нравственных традиций (2000 год)[11].

## Книги и статьи
статьи
- Торжество Православия // Журнал Московской Патриархии. 1977. — № 2. — С. 39-40.
- Московская епархия. Не бойся, только веруй (Лк. 8, 50) (на 39-е зачало Евангелия от Луки) // Журнал Московской Патриархии. — 1990. — № 11. — С. 43-44.
- Современные традиции празднования Пасхи на московских приходах // Вестник пастырского семинара. — 1996. — № 1. — С. 35-41. (соавторы: Шатов А., прот., Смирнов Д., прот., Асмус В., прот., Воробьев В., прот.)
- Воспоминания о духовном сыне: [О В. С. Семенцове] // Альфа и Омега. — 1998. — № 3(17). — С. 322—334.
- Применение древних покаянных канонов в таинстве покаяния и исповеди с древности до настоящего времени // Альфа и Омега. 2001. — № 1 (27). — С. 182—200
- О чтимых иконах Богоматери // Альфа и Омега. 2003. — № 3 (37). — С. 277—281.
- Рождество Христово. О воде и её свойствах // Альфа и Омега. 2003. — № 4 (38). — С. 249—253.
- Светлое Христово Воскресение // Альфа и Омега. 2004. — № 1 (39). — С. 280—281.
- «Выгорание» или «угасание» // Журнал Московской Патриархии. 2011. — № 1. — С. 50.
- Мне всегда радостно, если я встречаю у своего собрата живую веру и любовь к Церкви // Журнал Московской Патриархии. 2012. — № 9. — С. 56-61.

книги
- Радуйтесь!. — Москва : Никея, 2009. — 191 с. — ISBN 978-5-91761-004-7.
- Психология греха. По творениям преподобного Макария Египетского. — М.: Никея, 2021. — 160 с. — 978-5-907307-70-4.

## Фильмы
Отец Георгий Бреев снимался в документальном фильме «Флавианы», выпущенном в 2012 году продюсерским центром «Всё хорошо». Автор книги «Флавиан» и режиссёр постановщик — Александр Торик. Цель фильма — показать на примере реальных священнослужителей, что есть в нашей жизни «добрые пастыри» — отцы «Флавианы».
О самом отце Георгие Брееве и его книге «Радуйтесь» есть фильмы:
- Видеообзор книги: Радуйтесь! Протоиерей Георгий Бреев
- У книжной полки Прот Георгий Бреев Радуйтесь ТК Союз 2009.11.25